# Litta Parodi
Litta Parodi è una frazione di 1 195 abitanti del comune di Alessandria.

## Geografia fisica
Litta Parodi si trova a un'altezza di 107 m s.l.m. ed è situata 10 km a est da Alessandria, in un'area geografica pianeggiante e molto soleggiata denominata La Fraschetta.

## Storia
I primi riferimenti attendibili sulla presenza di insediamenti abitati nell'area risalgono alla metà dell'Ottocento; su diverse mappe di periodo post-napoleonico sono presenti i due insediamenti "Litta" e "Parodi", dipendenti da Cascina Grossa.
Litta Parodi verrà riconosciuta frazione del comune di Alessandria poco prima della seconda guerra mondiale, a seguito della costruzione della scuola elementare Ettore Bravetta e della chiesa di Nostra Signora di Fatima, quest'ultima realizzata nel 1936 ed eretta in parrocchia l'anno seguente. La popolazione del sobborgo è poi cresciuta nel dopoguerra grazie allo sviluppo economico dell'area, molto vicina al polo industriale di Spinetta Marengo che ha richiamato diversi immigrati dal meridione italiano.

## Sagra del rabatòn
Dal 1980, nel primo fine settimana di settembre, a Litta Parodi si tiene la "Sagra del rabatòn", piatto tipico del paese che consiste in un impasto di ricotta, uova, pane grattugiato, formaggio grana ed erbette che viene poi lessato come gli gnocchi.